# Las voces de Ucrania
Las voces de Ucrania es un programa de Radio Viajera ideado por Pedro Ortega Ventureira en el que estudiantes ucranianos de español describen el patrimonio cultural amenazado por la Guerra soviético-ucraniana.

## Historia
Según las estadísticas hay unas 120.000 personas ucranianas inmigrantes en España organizadas en diversas asociaciones por las diferentes regiones españolas. Las relaciones de Ucrania con España han variado después de que la guerra haya sensibilizado a la sociedad española. La imagen trágica de la guerra activó la necesidad de actuar en muchos ciudadanos españoles y, este fue el caso de Pedro Ortega Ventureira, un escritor e historiador de arte español que propuso este proyecto, Las Voces de Ucrania, para exponer las posibilidades de viajar a Ucrania a través de las voces de unas estudiantes ucranianas de español, unas voces que narran una viaje turístico de diferentes regiones y ciudades ucranianas. La colaboración de Pedro Ortega con la Asociación de Hispanistas de Ucrania y varias profesoras ucranianas de español, como Ilia Mechnkov de la Universidad de Odesa, Olga Maevska de la Universidad de Leópolis, Iván Frankó, Borys Grinchenko y Yulia Podoprigora de la Universidad de Kiev permite que el proyecto se materialice. Las alumnas de filología española escriben y graban audios sobre el patrimonio cultural de ciudades y regiones de Ucrania que se publican en Radio Viajera, dirigida por Ricardo Domenech en el programa coordinado por Pedro Ortega, Las Voces de Ucrania. Se han publicado pódcast sobre las regiones de Kirovohrad y Jersón,y sobre la ciudad de Leópolis.
El catedrático de literatura española en la universidad de Mykolayiv (región), Oleksandr Pronkevych, escribe este artículo en La Voz de Galicia, con una visión de Ucrania optimista, al escribir sobre este proyecto en el que Pedro Ortega Ventureira integra el patrimonio y la educación, contando con la colaboración de alumnos ucranianos estudiantes de español.

## Investigación

### Patrimonio
La idea surge de Pedro Ortega Ventureira, un experto en Patrimonio Mundial y patrimonio de la Unesco que trabaja en el Ayuntamiento de Madrid en el Paisaje de la Luz. Ortega Ventureira contactó con la historiadora de literatura española Svitlana Romanova y la Asociación de Hispanistas de Ucrania. el proyecto tomó realidad con la propuesta de difundir el patrimonio ucraniano en español.

### Educación
Además del patrimonio en el proyecto se integra la educación de idiomas, la Asociación de Hispanistas de Ucrania transmite a los profesores ucranianos de español el proyecto para que participen con Pódcast grabados por sus alumnas y alumnos.

## Recorridos culturales
Paseamos por la ciudad de Lviv sus plazas, museos como el de arquitectura antigua ucraniana y otros, festivales o celebraciones navideñas.
En la región de Jersón descubrimos el centro de la agricultura del país, cereales, hortalizas o viticultura, amplios campos productivos con invernaderos, dos millones de hectáreas de tierra agrícola, famosa por sus sandias y melones y el principal productor de arroz de Ucrania. Un castillo de estilo francés sobrevive en esta región productora de vinos reconocidos a nivel internacional. La restauración del edificio para nuevos usos mantiene el interés y la cultura de toda su historia. Las rocas de Jersón en una zona montañosa da carácter al paisaje versado en canciones. Un paisaje desértico, una costa que recuerda a las Maldivas, biodiversidad con antílopes y bisontes, reconocida por la Unesco descrito por la voz de Yelizaveta, una estudiante de español en Ucrania.
La región de Kirovohrad (región) está descrita por Marina, que también estudia español en la Universidad de Kiev y habla de una tierra que produce litio, uranio y muchos otros minerales, habla de sus platos típicos, de la tradición cosaca o los estrenos teatrales. Cascadas naturales entre acantilados, en esta región central ucraniana con unos 6000 monumentos de arquitectura, naturaleza y urbanismo.